# 賣命小子
《賣命小子》為香港1979年邵氏出品的一部武打電影。

## 劇情簡介
故事敘述武林名門世家子弟袁鷹飛（鹿峰飾）為了得到虎威鏢局的地權而不斷的向鏢局少標頭關雲（羅莽飾）施壓，但在關的多次力拒下，袁決意以其仁義的江湖俠士形象拉攏江湖高手以對付關。於是，袁找到了失意的何非（江生飾）等四人。
窮困的四人為袁所表現出的慷慨豪氣而信服於其，並在袁的誤導下找上關雲，雖四人與關雲不打不相識逐成為好友，但最後關卻因袁的計謀而慘死。 
 在知悉一切皆為袁從中作梗後，聯合眾人之力，終將袁除去，替友報仇。

## 人物角色
| 角色名稱 | 演員   | 備註           |
| -------- | ------ | -------------- |
| 楊追風   | 郭追   |                |
| 何非     | 江生   |                |
| 馮加金   | 孫建   |                |
| 曾樵     | 王力   |                |
| 關雲     | 羅莽   | 虎威鏢局少標頭 |
| 袁鷹飛   | 鹿峰   |                |
|          | 廖安麗 | 關雲妹         |
|          | 王萊   | 關雲母         |
|          | 王清河 | 酒店掌櫃       |
|          | 雷達   | 當舖老板       |
|          | 沈勞   | 布莊老闆       |
|          | 王憾塵 |                |
|          | 余太平 | 袁家手下       |
|          | 楊熊   | 袁家手下       |
|          | 譚鎮渡 | 袁家手下       |
|          | 鄧偉豪 |                |
|          | 蕭玉明 |                |
|          | 林志泰 |                |
|          | 黃錦鈞 |                |
|          | 陳輝麒 |                |
|          | 黃煜倫 |                |
|          | 黃家良 |                |
|          | 阮志樂 |                |
|          | 劉晃世 | 店小二         |
|          | 黎友興 |                |
|          | 陳鴻   |                |
|          | 夏國榮 |                |

## 備註
1. ↑  香港電影票房 1979 〔華語電影〕，〈香港電影票房全紀錄〉

## 外部連結
- 開眼電影網上《賣命小子》的資料（繁體中文）
- 香港影庫上《賣命小子》的資料（繁體中文）
- 豆瓣电影上《賣命小子》的資料 （简体中文）
- 时光网上《賣命小子》的資料（简体中文）
- AllMovie上《賣命小子》的资料（英文）
- 互联网电影数据库（IMDb）上《賣命小子》的资料（英文）